# Kotovice
Kotovice (en allemand : Gottowitz, également : Kottowitz) est une commune du district de Plzeň-Sud, dans la région de Plzeň, en République tchèque. Sa population s'élevait à 299 habitants en 2022.

## Géographie
Kotovice se trouve à 4 km au nord du centre de Stod, à 18 km à l'ouest-sud-ouest du centre de Plzeň et à 103 km à l'ouest-sud-ouest de Prague.
La commune est limitée par Přehýšov au nord, par Chotěšov à l'est et au sud-est, par Stod au sud, et par Ves Touškov et Lochousice à l'ouest.

## Histoire
La première mention écrite de la localité date de 1272.

## Administration
La commune se compose de deux sections :
- Kotovice
- Záluží

## Galerie

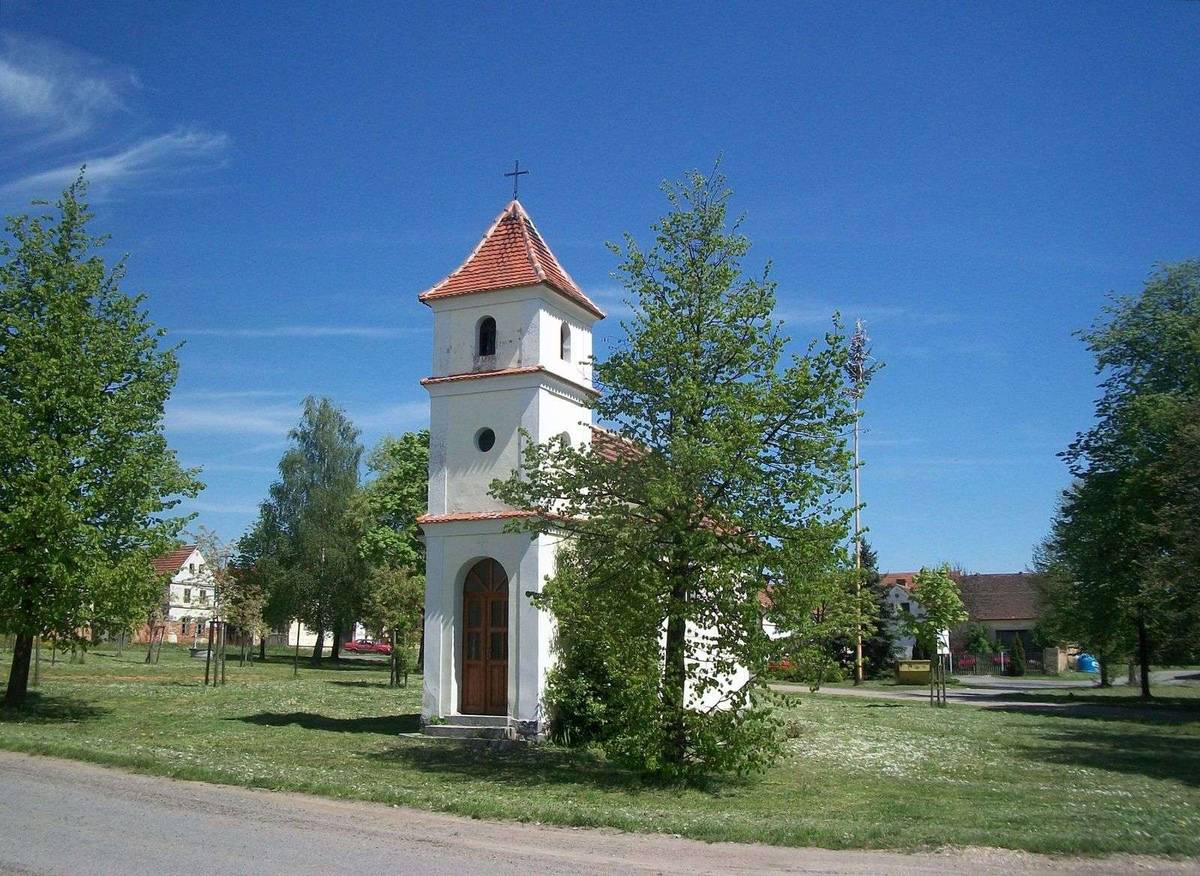
Chapelle à Novem.
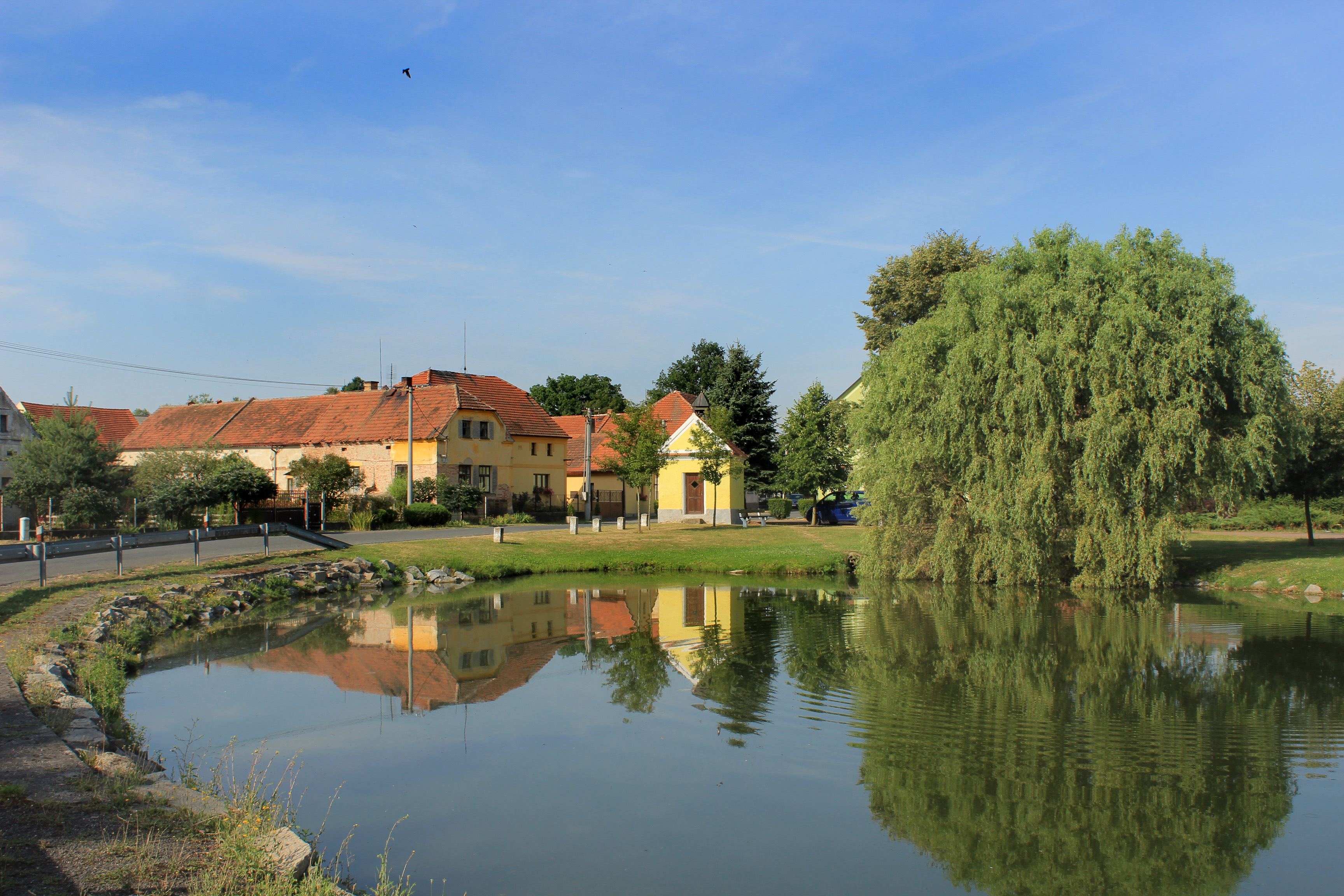
Étang à Kotovice.

## Transports
Par la route, Kotovice se trouve à 4 km de Chotěšov, à 22 km de Plzeň et à 115 km de Prague.